# Altzo
Altzo è un comune spagnolo di 326 abitanti situato nella comunità autonoma dei Paesi Baschi.
Nella locale chiesa vi sono le misure del gigante di Altzo, alias Mikel Jokin Eleizegi Arteaga, la cui storia è stata raccontata nel film Netflix Handia.